# Torre San Giorgio
Torre San Giorgio (piemontesisch: La Tor ëd San Giòrs) ist eine Gemeinde in der italienischen Provinz Cuneo (CN), Region Piemont.

## Lage und Einwohner
Der Ort liegt 44 km nördlich von der Provinzhauptstadt Cuneo entfernt auf einer durchschnittlichen Höhe von 262 Metern über dem Meeresspiegel. Das Gemeindegebiet umfasst eine Fläche von 5,38 km² und hat 720 Einwohner (Stand 31. Dezember 2023).
Nachbargemeinden sind Moretta, Saluzzo, Scarnafigi und Villanova Solaro. 

## Geschichte

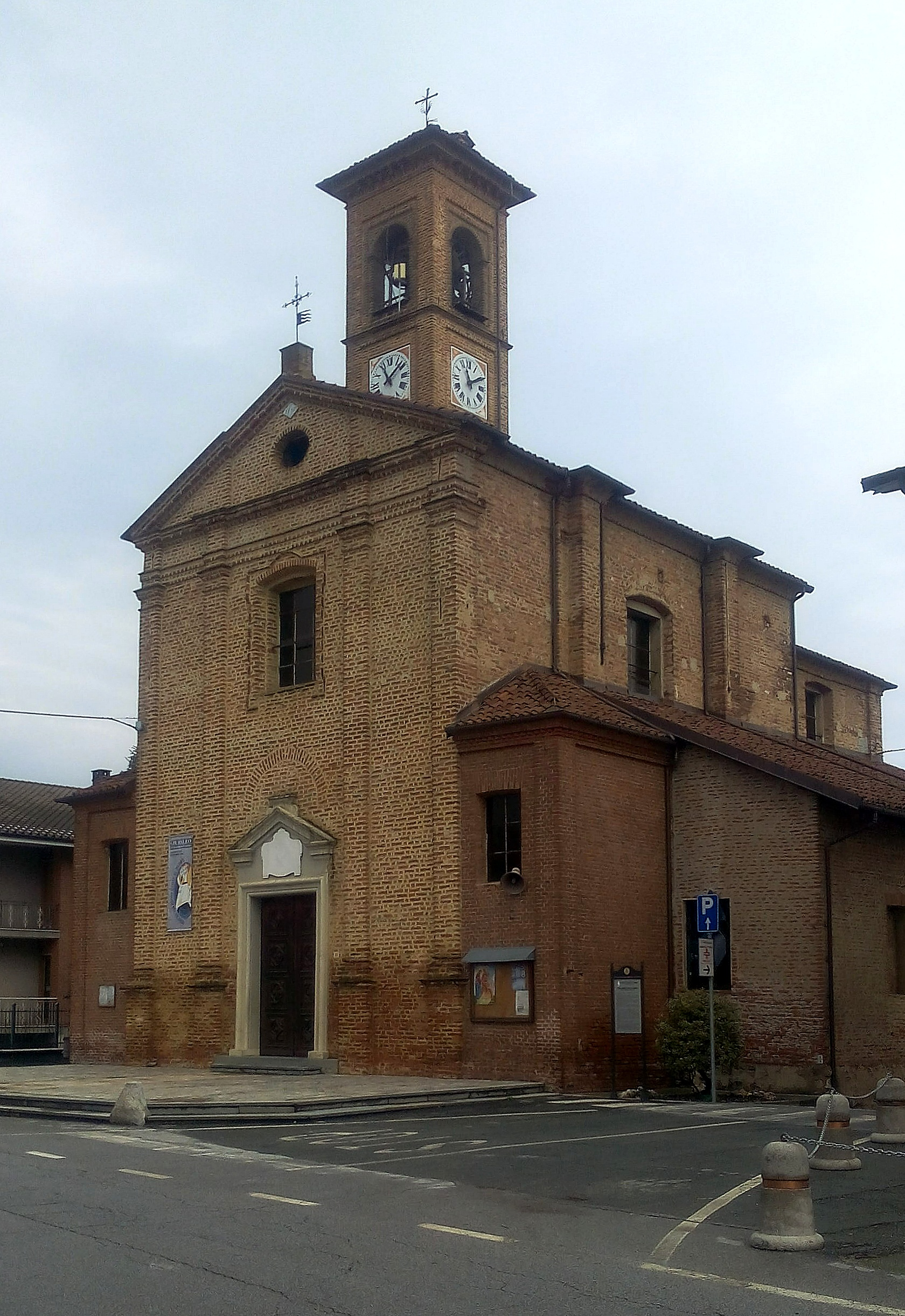
Pfarrkirche San Giorgio Märtyrer

Der Ortsname in der Antike war „Cornafame“. Es setzt sich aus „famis“, also „Hunger“, und „corna“, also „Stein, Klippe“, zusammen und kann mit Anspielung auf „Klippe des Hungers“ verstanden werden die Knappheit der dort geernteten Produkte. Später erscheint es als „Torre di Cornafame“ mit dem Zusatz „turris“ in Anspielung auf den örtlichen Verteidigungsturm. Es gibt nur wenige historische Informationen über die ersten Ereignisse des Dorfes und auch seine Ursprünge sind ungewiss. Die einzige Bescheinigung über seine Existenz geht auf eine Urkunde von 1361 zurück, mit der Amedeo VI. von Savoyen es dem Markgrafen IV. von Saluzzo schenkte. Anschließend wurde es an die Familien Saluzzo-Cardè und Solaro belehnt und folgte lange Zeit den Ereignissen des Markgrafen von Saluzzo, bis es nach dessen Auflösung in die savoyischen Besitzungen überging. 
Aus historisch-architektonischer Sicht interessant ist die Pfarrkirche San Giorgio Märtyrer, die 1717 in der Nähe einer bereits bestehenden Kirche aus dem 15. Jahrhundert erbaut wurde und in deren Inneren wertvolle barocke Dekorationen zu finden sind. In der Nähe befindet sich die ehemalige Kapelle San Rocco, während etwas außerhalb der Stadt die Kapelle „della Madonnina“ steht. Es gibt keine Spuren der alten Burg mehr, sie wurde höchstwahrscheinlich Mitte des 19. Jahrhunderts dem Erdboden gleichgemacht.